# Karlita
La karlita és un mineral de la classe dels borats. Rep el seu nom del Dr. Franz Karl (1918–1972), professor de mineralogia i petrografia de la Universitat de Kiel (Alemanya).

## Característiques
La karlita és un borat de fórmula química Mg₇(BO₃)₃(OH,Cl)₅. Va ser aprovada com a espècie vàlida per l'Associació Mineralògica Internacional l'any 1980. Cristal·litza en el sistema ortoròmbic. Es troba formant cristalls en forma d'agulles, allargats al llarg de [001], composta de cristalls que mostren {110} i {001} subparal·lels, de fins a 0,5 mil·límetres; sempre en rosetes i en agregats fibrosos. La seva duresa a l'escala de Mohs és 5,5.
Segons la classificació de Nickel-Strunz, la karlita pertany a «06.AB: borats amb anions addicionals; 1(D) + OH, etc.» juntament amb els següents minerals: hambergita, berborita, jeremejevita, warwickita, yuanfuliïta, azoproïta, bonaccordita, fredrikssonita, ludwigita, vonsenita, pinakiolita, blatterita, chestermanita, ortopinakiolita, takeuchiïta, hulsita, magnesiohulsita, aluminomagnesiohulsita, fluoborita, hidroxilborita, shabynita, wightmanita, gaudefroyita, sakhaïta, harkerita, pertsevita-(F), pertsevita-(OH), jacquesdietrichita i painita.

## Formació i jaciments
Probablement formada per metamorfisme alpí, en calcosilicat-carbonat en amfibolites. Sol trobar-se associada a altres minerals com: calcita, dolomita, clorita, clinohumita, brucita, ludwigita o sakhaïta. Va ser descoberta l'any 1980 a Furtschaglkar, a la vall de Schlegeis (Tirol del Nord, Àustria). També ha estat descrita al dipòsit de bor de Titovskoe, a Tas-Khayakhtakh (Sakhà, Rússia), i a les mines de Costabona, a Prats de Molló i la Presta (Vallespir, Catalunya Nord).